# Umon
L'umon és una llengua que es parla al sud-est de Nigèria, a 25 vil·les de la LGA d'Akampka, a l'estat de Cross River.
L'umon forma part del sub-grup lingüístic de les llengües kohumono, que formen part de les llengües de l'Alt Cross Central. Les altres llengües que formen part d'aquest grup de llengües són l'agwagwune i el kohumono.

## Ús
L'umon és una llengua desenvolupada (5); està estandarditzada i gaudeix d'un ús vigorós. S'escriu en alfabet llatí i té fragments de la Bíblia traduïdes (1895). Segons l'ethnologue el 1995 hi havia 20.000 parlants d'amon.

## Població i religió
El 94% dels 29.000 umons són cristians; d'aquests, el 60% són protestants, el 20% catòlics i el 20% pertanyen a esglésies cristianes independents. El 6% dels umons restants creuen en religions tradicionals africanes.